# カラーコーディネーター検定試験
カラーコーディネーター検定試験（カラーコーディネーターけんていしけん）とは、東京商工会議所が実施する色に関する知識や技能を問う検定試験（民間資格）である。2020年以降はアドバンスクラスとスタンダードクラスの2段階に分かれている。

## 試験概要

### 2020年以降
試験は誰でも受験することができる。
2020年はペーパーテストで行われたが、6月試験は新型コロナウィルス感染症の影響で中止となり、ペーパーテストで行われたのは11月試験の1度だけである。
マークシート式で試験時間は120分、100点満点中70点以上で合格であった。
2021年以降は東京商工会議所主催試験のIBT化により自宅PCとカメラを使用したIBT試験に移行した。
受験可能な期間は年2回（7月と11月）あり、期間内にアドバンスクラス、スタンダードクラス各1回のみ受験可能である。
2021年はIBT環境を用意できない受験生のためにIBT期間の約2ヶ月後にCBT試験を実施することになっていたが、同じ回のIBTで受験した種別をCBTで受験することはできなかった。2022年以降はCBTもIBTと同じ期間に実施される。
各クラスともに多肢選択式で試験時間90分、100点満点中70点以上で合格となる。
また、カラーチャートが2019年までのCCICから色彩検定と同じPCCSに変更となった。
- アドバンスクラス
  - 受験料はIBT 7,700円、CBT 9,900円。
- スタンダードクラス
  - 受験料はIBT 5,500円、CBT 7,700円。

### 2019年以前
試験は誰でも受験することができ、1級と2級、または、2級と3級の併願受験も可能である。各級共に100点満点中70点以上の得点で合格となり、合格後は各級に応じた称号が与えられる。
- 1級
  - 年1回実施。「ファッション色彩」「商品色彩」「環境色彩」の3分野から1分野を選択する。マークシートと論述式で出題され、試験時間は2時間30分。受験料は9,180円。合格者には選択した分野に応じて「1級カラーコーディネーター『ファッション色彩』」「1級カラーコーディネーター『商品色彩』」「1級カラーコーディネーター『環境色彩』」の各称号が与えられる。
- 2級
  - 年2回実施。マークシートで出題され、試験時間は2時間。受験料は7,140円。合格者には「2級カラーコーディネーター」の称号が与えられる。
- 3級
  - 年2回実施。マークシートで出題され、試験時間は2時間。受験料は5,100円。合格者には「アシスタント・カラーコーディネーター」の称号が与えられる。

## 教材

### 公式テキスト
2020年以降用
- 東京商工会議所 編 「カラーコーディネーター検定試験 アドバンスクラス公式テキスト 第2版」 東京商工会議所検定センター ISBN 978-4-502-36601-7
- 東京商工会議所 編 「カラーコーディネーター検定試験 アドバンスクラス公式テキスト」 東京商工会議所検定センター ISBN 978-4-502-33011-7
- 東京商工会議所 編 「カラーコーディネーター検定試験 スタンダードクラス公式テキスト」 東京商工会議所検定センター ISBN 978-4-502-33001-8

2019年以前用
- 東京商工会議所 編 「カラーコーディネーションの実際 カラーコーディネーター検定試験 1級公式テキスト 第1分野 ファッション色彩」 中央経済社 ISBN 978-4-502-41810-5
- 東京商工会議所 編 「カラーコーディネーションの実際 カラーコーディネーター検定試験 1級公式テキスト 第2分野 商品色彩」 中央経済社 ISBN 978-4-502-41820-4
- 東京商工会議所 編 「カラーコーディネーションの実際 カラーコーディネーター検定試験 1級公式テキスト 第3分野 環境色彩」 中央経済社 ISBN 978-4-502-41830-3
- 東京商工会議所 編 「カラーコーディネーションの基礎 カラーコーディネーター検定試験2級 公式テキスト」 中央経済社 ISBN 978-4-502-41500-5
- 東京商工会議所 編 「カラーコーディネーションの基礎 カラーコーディネーター検定試験3級 公式テキスト」 中央経済社 ISBN 978-4-502-41510-4

### 公式問題集
2020年以降用の公式問題集は発売されていない
2019年以前用
- 東京商工会議所 編 「カラーコーディネーター検定試験１級過去問題集 2007・2006・2005」 中央経済社 ISBN 978-4-502-41880-8
- 東京商工会議所 編 「カラーコーディネーター検定試験 2級問題集」 中央経済社 ISBN 978-4-502-41520-3
- 東京商工会議所 編 「カラーコーディネーター検定試験 3級問題集」 中央経済社 ISBN 978-4-502-41530-2

## 会報
東京商工会議所によりHTML形式のメールによる会報誌「CLUB PALETTE」（クラブパレット）が無料配信されており、カラーコーディネーター検定試験の情報や全国で実施される色彩関連のイベント情報が年6回程度の頻度で随時提供されている。

## 講師認定制度
東京商工会議所はカラーコーディネーター検定試験合格者を対象にカラーコーディネーター検定試験の講師と成り得る指導者を養成及び認定している。認定を受けるためには開催される認定講座を受講し、過去の指導実績や講座で実施する試験への合格など、各講座で指定された要件を満たすことが必要。

## 試験結果
| 実施回                           | 区分 | 分野             | 申込者 (人) | 受験者 (人) | 合格者 (人) | 合格率 (%) |
| -------------------------------- | ---- | ---------------- | ----------- | ----------- | ----------- | ---------- |
| 第22回 平成19年（2007年）6月17日 | 1級  | ファッション色彩 | -           | -           | -           | -          |
| 第22回 平成19年（2007年）6月17日 | 1級  | 商品色彩         | -           | -           | -           | -          |
| 第22回 平成19年（2007年）6月17日 | 1級  | 環境色彩         | -           | -           | -           | -          |
| 第22回 平成19年（2007年）6月17日 | 2級  | 2級              | 4,822       | 3,983       | 1,086       | 27.3       |
| 第22回 平成19年（2007年）6月17日 | 3級  | 3級              | 7,616       | 6,594       | 3,668       | 55.6       |
| 第23回 平成19年（2007年）12月2日 | 1級  | ファッション色彩 | 446         | 389         | 60          | 15.4       |
| 第23回 平成19年（2007年）12月2日 | 1級  | 商品色彩         | 606         | 497         | 106         | 21.3       |
| 第23回 平成19年（2007年）12月2日 | 1級  | 環境色彩         | 819         | 645         | 62          | 9.6        |
| 第23回 平成19年（2007年）12月2日 | 2級  | 2級              | 6,540       | 5,321       | 1,928       | 36.2       |
| 第23回 平成19年（2007年）12月2日 | 3級  | 3級              | 9,610       | 8,231       | 5,053       | 61.4       |
| 第24回 平成20年（2008年）6月15日 | 1級  | ファッション色彩 | -           | -           | -           | -          |
| 第24回 平成20年（2008年）6月15日 | 1級  | 商品色彩         | -           | -           | -           | -          |
| 第24回 平成20年（2008年）6月15日 | 1級  | 環境色彩         | -           | -           | -           | -          |
| 第24回 平成20年（2008年）6月15日 | 2級  | 2級              | 4,160       | 3,504       | 1,039       | 29.7       |
| 第24回 平成20年（2008年）6月15日 | 3級  | 3級              | 6,891       | 6,055       | 3,400       | 56.1       |
| 第25回 平成20年（2008年）12月7日 | 1級  | ファッション色彩 | 351         | 298         | 70          | 23.5       |
| 第25回 平成20年（2008年）12月7日 | 1級  | 商品色彩         | 597         | 495         | 99          | 20.0       |
| 第25回 平成20年（2008年）12月7日 | 1級  | 環境色彩         | 683         | 517         | 57          | 11.0       |
| 第25回 平成20年（2008年）12月7日 | 2級  | 2級              | 5,361       | 4,341       | 1,749       | 40.3       |
| 第25回 平成20年（2008年）12月7日 | 3級  | 3級              | 8,350       | 7,090       | 4,651       | 65.6       |